# Dativius-Victorboog
De Dativius-Victorboog is een antieke boog in Mainz.

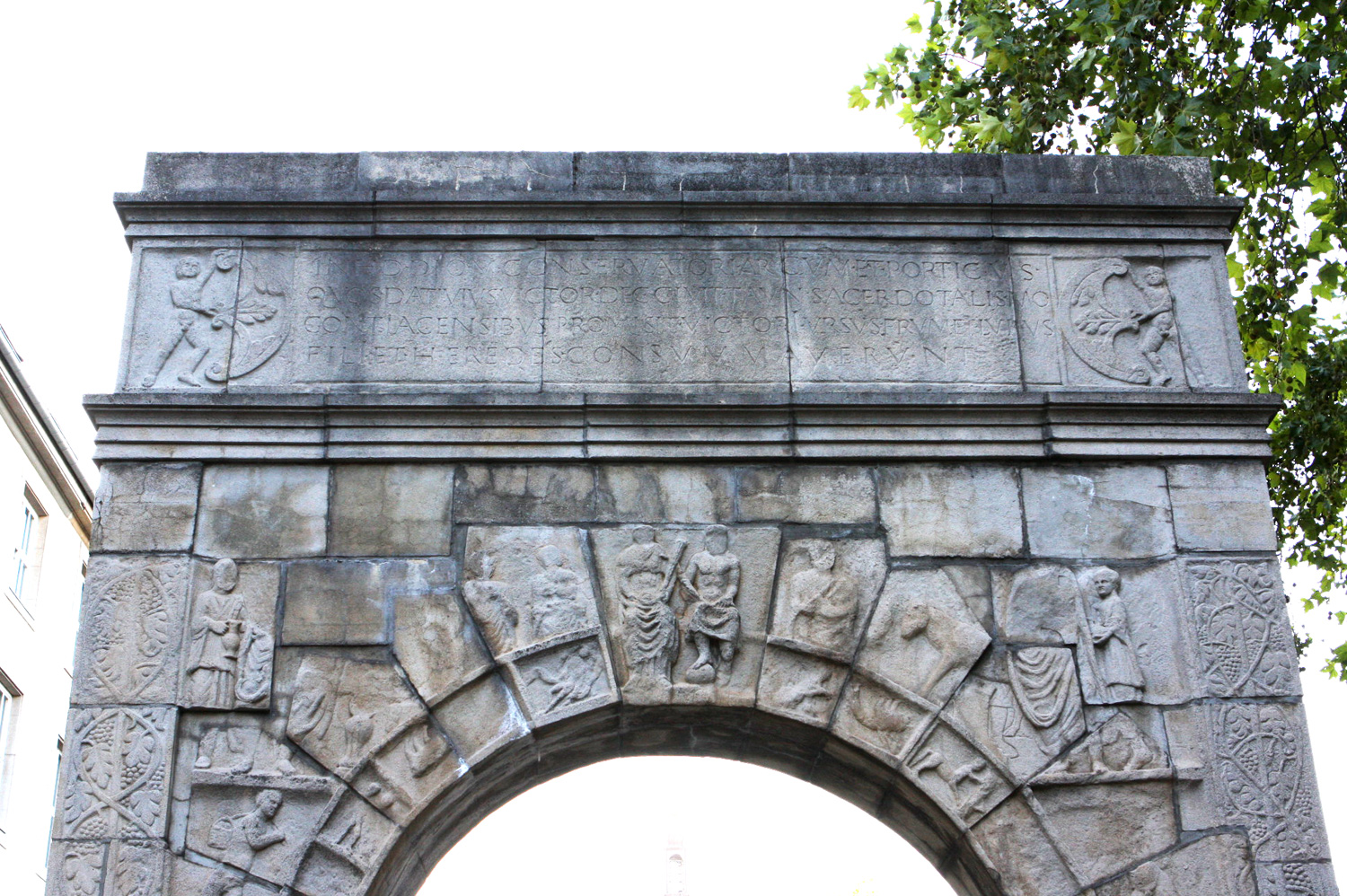
Inschrijving :
In h(onorem) d(omus) d(ivinae) I(ovi) O(ptimo) M(aximo) Conservatori arcum et porticus
quos Dativius Victor dec(urio) civit(atis) Taun(ensium) sacerdotalis Mo
gontiacensibus [p]romisit Victorii Ursus frum(entarius) et Lupus
ilii et heredes consummaverunt.

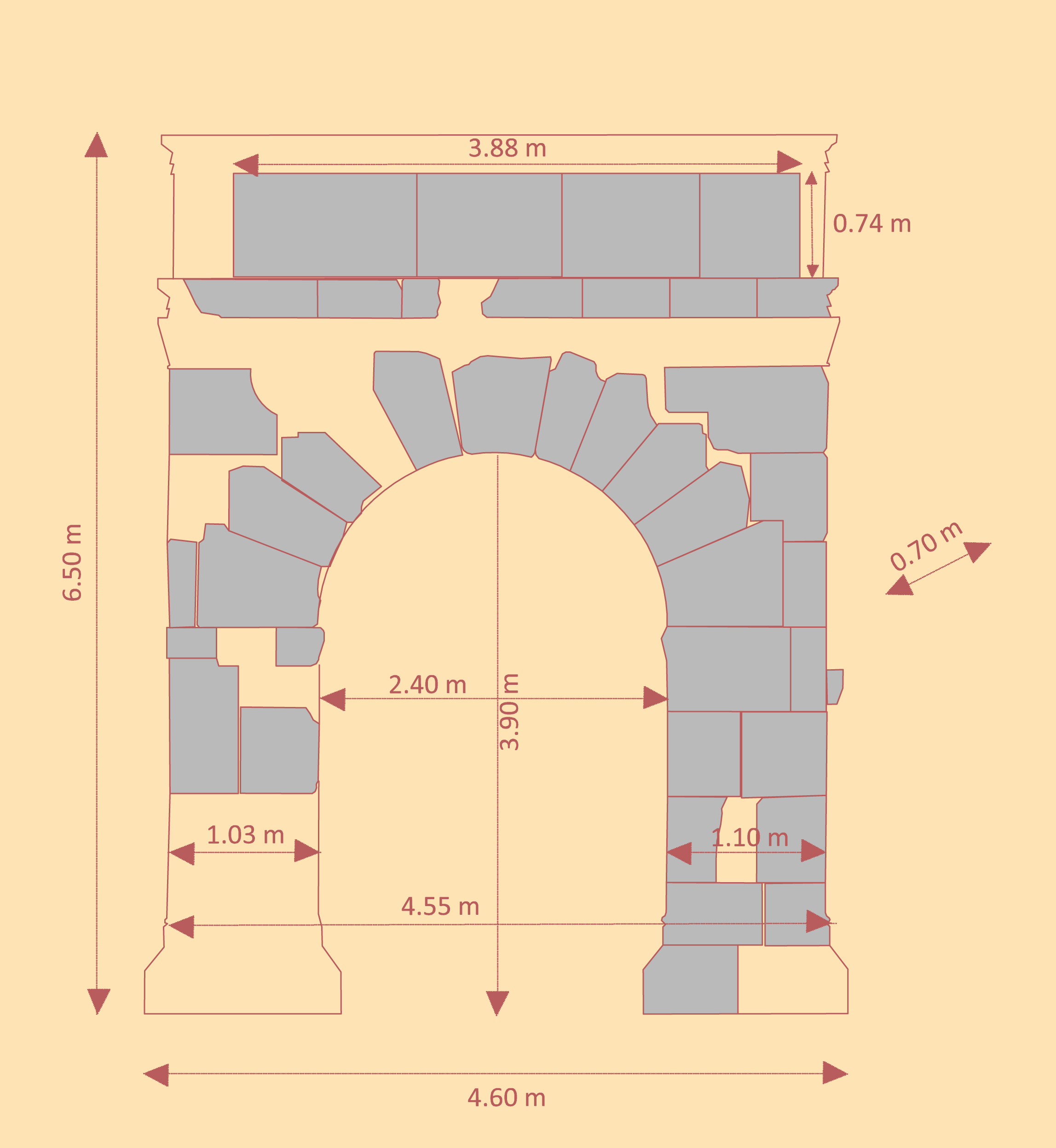
Afmetingen van de boog